# Шубкино (Смоленская область)
Шубкино — деревня в Тёмкинском районе Смоленской области России. Входит в состав Селенского сельского поселения. По состоянию на 2007 год постоянного населения не имеет.
Расположена в восточной части области в 6 км к северо-западу от Тёмкина, в 32 км юго-восточнее автодороги М1 «Беларусь», на берегу реки Туреи. В 3 км севернее деревни расположена железнодорожная станция Засецкая на линии Вязьма — Калуга.

## История
Крайняя дата упоминания в систематических списках 1904 год. В Списке населенных мест за 1904 год: дворов — 15, число жителей 86 (39 м.п. и 46 ж.п.), относилась к Воскресенской волости.
В годы Великой Отечественной войны деревня была оккупирована гитлеровскими войсками в октябре 1941 года, освобождена в марте 1943 года.